# 鞍斑微鰭蛇鰻
鞍斑微鰭蛇鰻，為輻鰭魚綱鰻鱺目糯鰻亞目蛇鰻科的其中一種，分布於西南太平洋的紐西蘭海域，棲息深度35-58公尺，體長可達79.5公分，棲息在岩石底質海域，屬肉食性，生活習性不明。

## 擴展閱讀
維基物種上的相關：鞍斑微鰭蛇鰻